# Cazzago Brabbia
Cazzago Brabbia – miejscowość i gmina we Włoszech, w regionie Lombardia, w prowincji Varese.
Według danych na rok 2004 gminę zamieszkiwało 785 osób, 261,7 os./km².